# Torre (Tessin)
Pour les articles homonymes, voir Torre.
Torre est une ancienne commune suisse du canton du Tessin. Elle a fusionné avec les communes de Aquila, Campo (Blenio), Ghirone et Olivone le 22 octobre 2006 pour former la commune de Blenio.

Vue aérienne (1953)